# جنيفر ويلش
جنيفر ويلش هي أكاديمية كندية، ولدت في 1965.